# Katedra w Viterbo
Katedra św. Wawrzyńca (wł. Cattedrale di San Lorenzo), znana również jako Duomo di Viterbo – rzymskokatolicka świątynia znajdująca się we włoskim mieście Viterbo, w regionie Lacjum.

## Historia
Według tradycji katedrę wzniesiono na ruinach świątyni poświęconej Herkulesowi. Wiadomo, że na wzgórzu już w VIII wieku znajdował się kościół pw. św. Wawrzyńca, pierwsza wzmianka o nim pochodzi z roku 805, opisywany jest jako niewielki kościół parafialny. Budowę obecnej świątyni rozpoczęto w 1192 roku, rok później papież Celestyn III wyniósł ją do godności katedry. W 1266 wzniesiono sąsiadujący z gmachem Pałac Papieski (wł. Palazzo dei Papi). W 1369 przebudowano dzwonnicę, a w 1570, na zlecenie kard. Gianfrancesca Gambary, wybudowano fasadę. W XVI wieku świątynię wydłużono na zachód, a w XVII wieku budynek poddano renowacji. Kościół został zniszczony podczas bombardowania w 1944 roku, podczas powojennej odbudowy nadano jej obecny, romański wygląd oraz zrekonstruowano absydę, którą ustawiono przed barokowym prezbiterium.

## Architektura i wyposażenie
Świątynia romańska, trójnawowa. Gotycka dzwonnica reprezentuje styl gotycki, jej najwyższe kondygnacje wzniesiono z układanych naprzemiennie pasów peperynu i trawertynu. We wnętrzu katedry znajduje się m.in. XV-wieczna chrzcielnica. W centralnej części zachowała się posadzka w stylu Cosmatesque, kilkukrotnie odnawiana. Sklepienia prezbiterium pokryte są XVII-wiecznymi freskami Giuseppego Passeriego przedstawiającymi sąd ostateczny oraz cnoty kardynalne. Prócz tego zdobi je obraz przedstawiający św. Wawrzyńca autorstwa Giovanniego Francesca Romanellego. W lewej nawie znajduje się nagrobek papieża Jana XXI. Do kościoła prowadzi troje brązowych drzwi, wykonanych przez Roberta Joppola, poświęconych 6 września 2009 przez papieża Benedykta XVI.

## Galeria

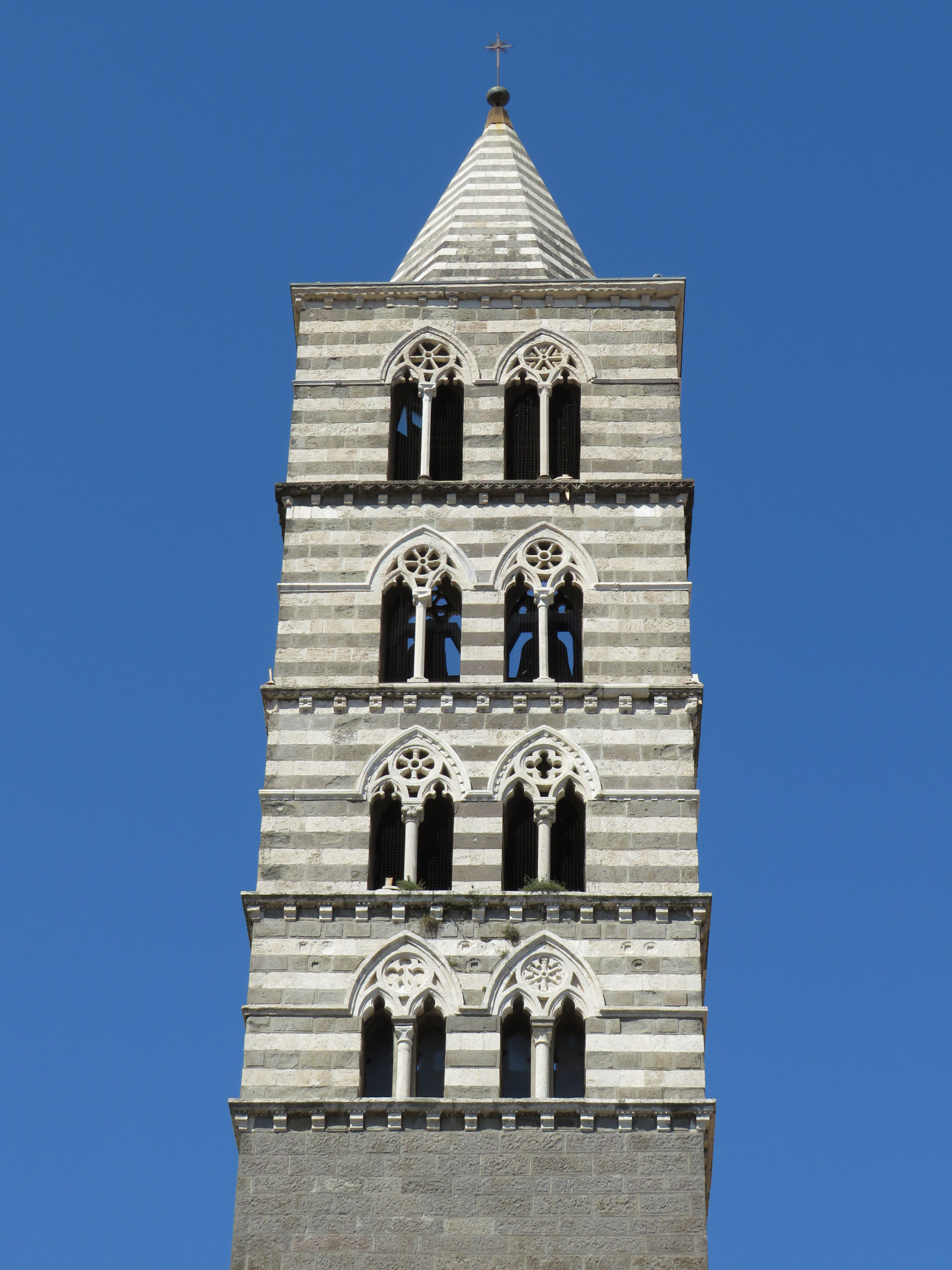
Dzwonnica
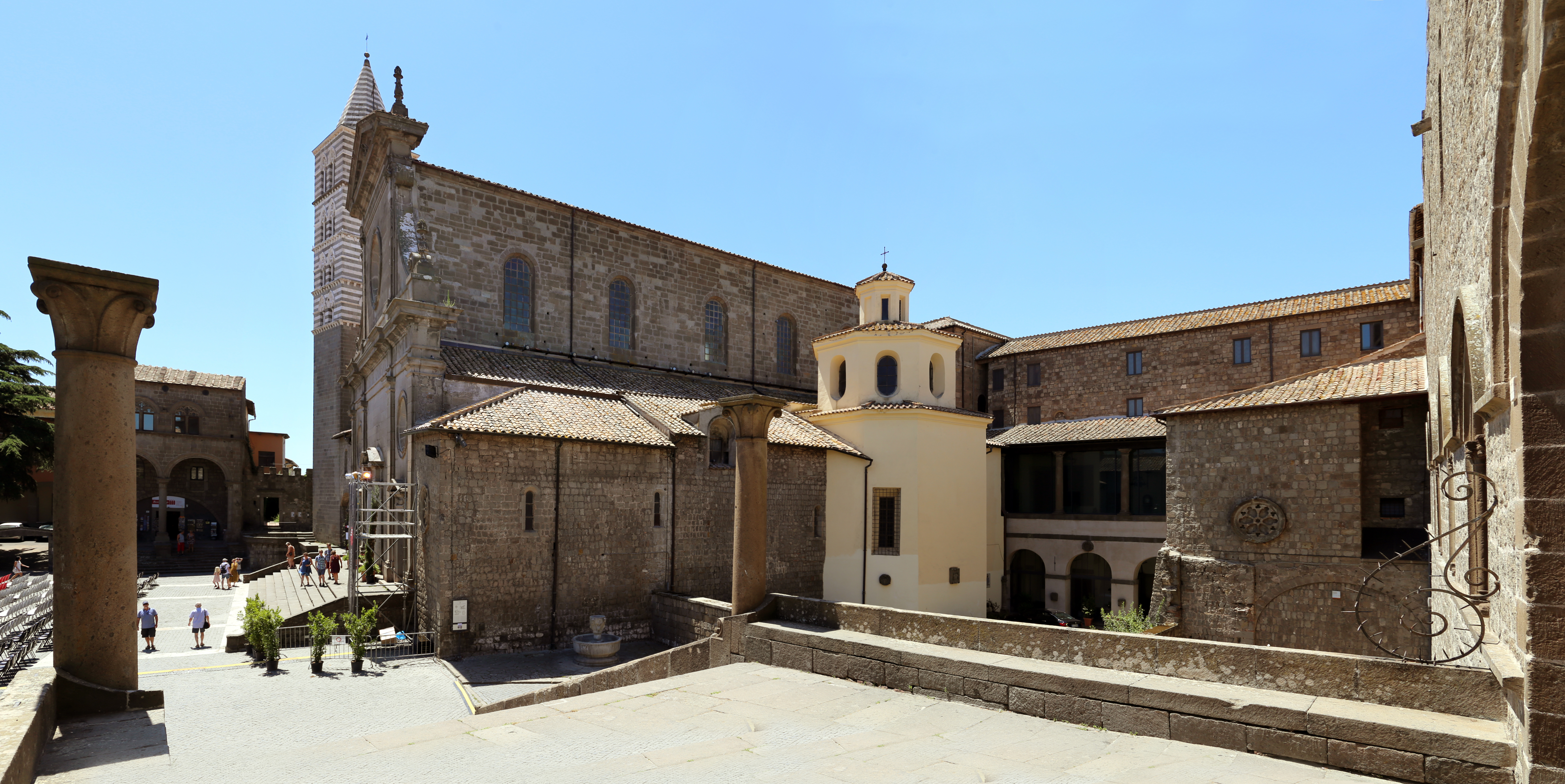
Elewacja północna
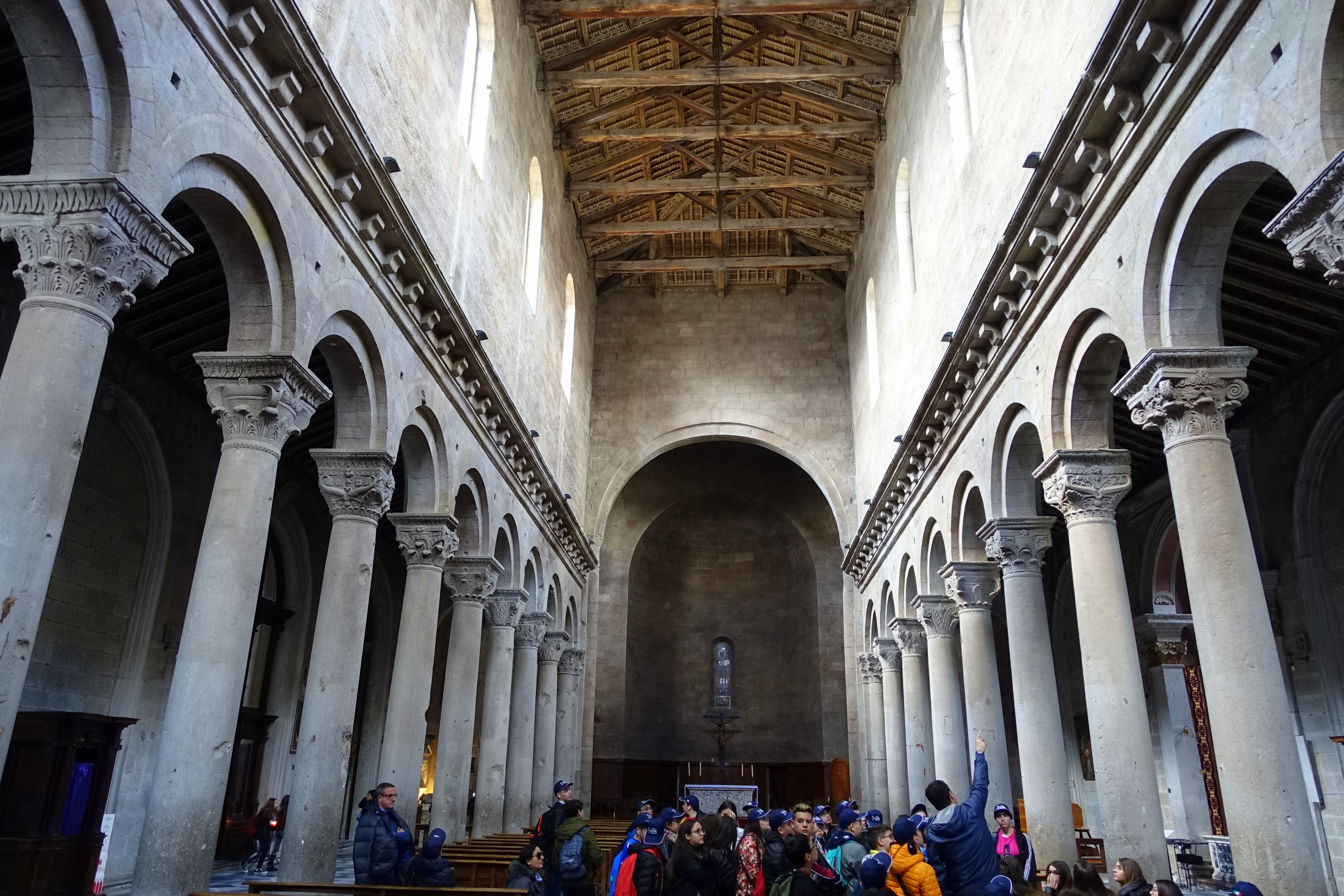
Korpus nawowy
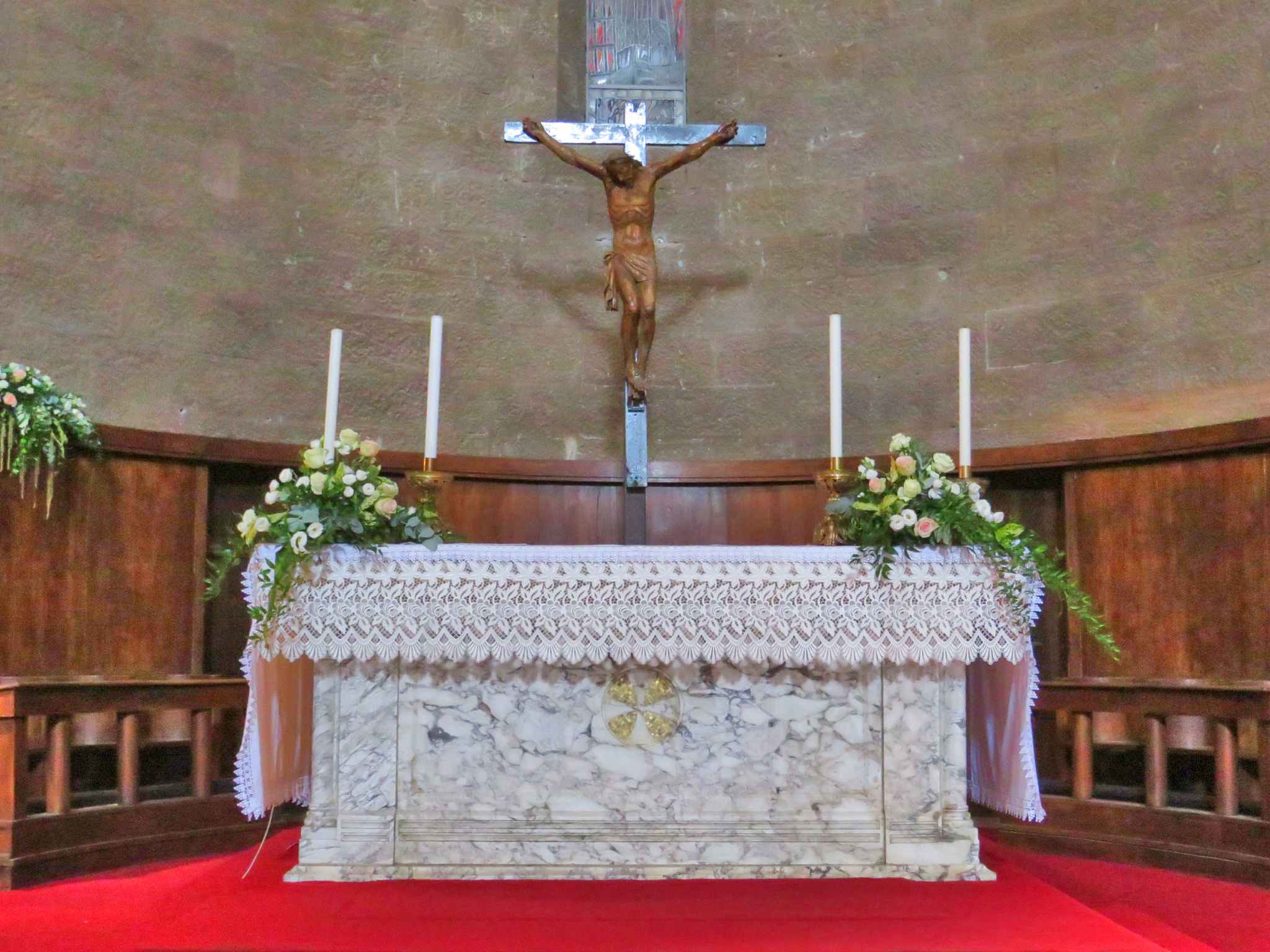
Ołtarz
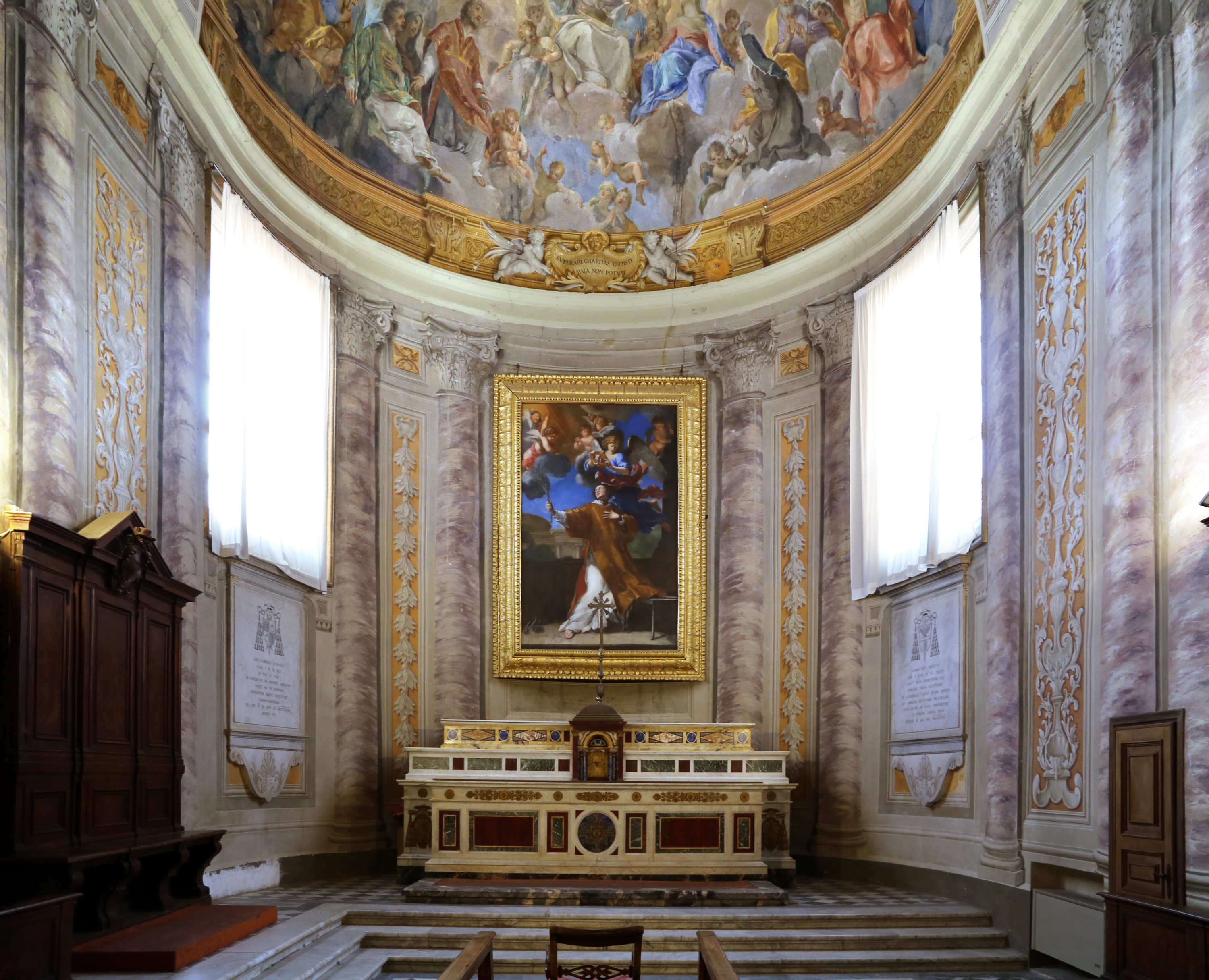
Barokowe prezbiterium
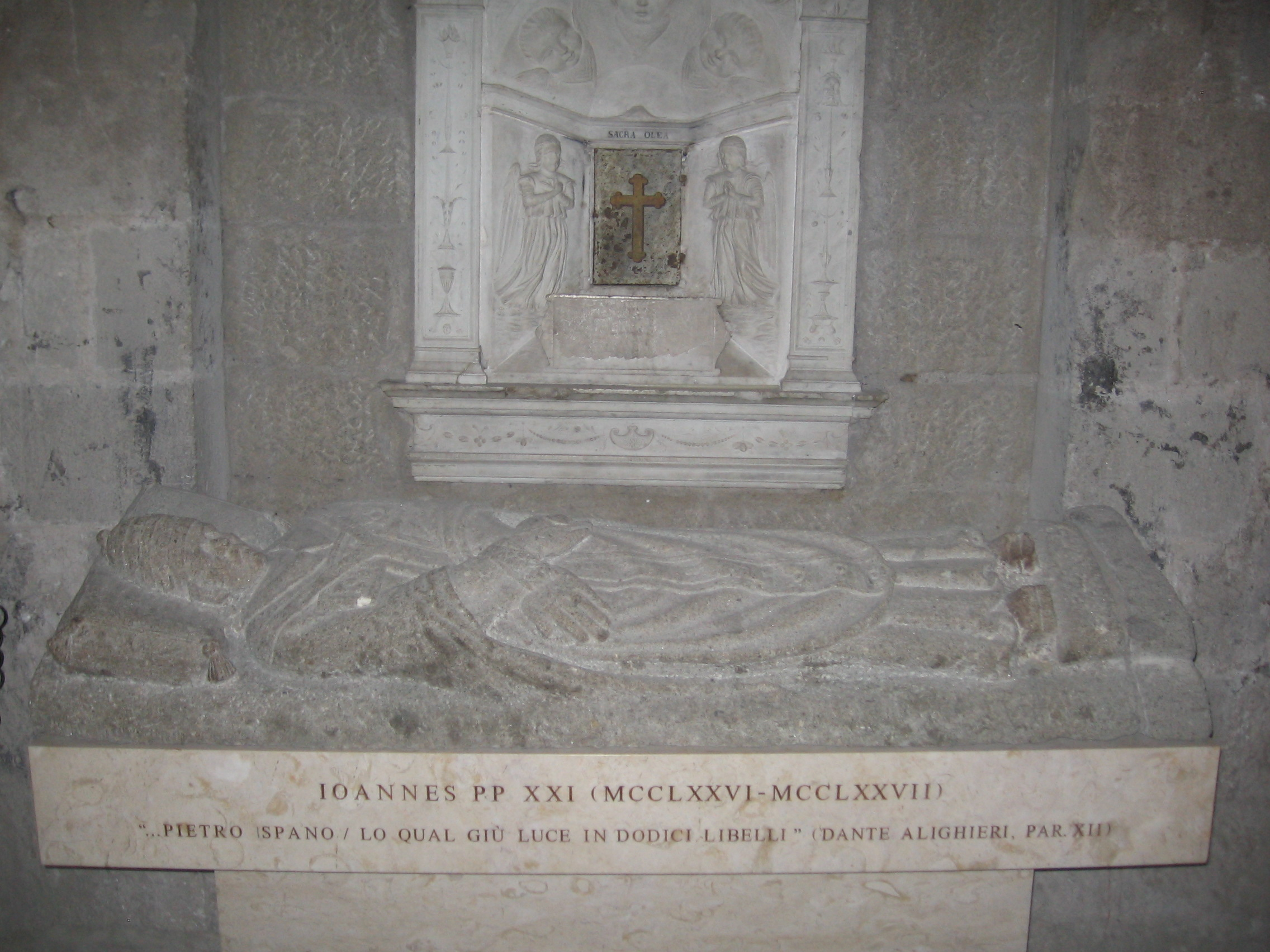
Nagrobek papieża Jana XXI